# Afromelanichneumon transvaalensis
Afromelanichneumon transvaalensis là một loài tò vò trong họ Ichneumonidae.